# دارچن
دارچن (به لاتین: Darchen) یک منطقهٔ مسکونی در جمهوری خلق چین است که در منطقه خودمختار تبت واقع شده‌است. دارچن
- نفر جمعیت دارد.